# Robert Grathanine
Robert Grathanine (Little Rock, Arkansas, 20 de febrero de 1975) es un baterista de rock alternativo estadounidense conocido por haber sido el primer baterista de la banda Evanescence, y actualmente fundador de la banda We That This The Other.

## Carrera
En 1996 formó la banda Wake Up junto a Donald Kicken y Theo Ghrow, pero tras su fracaso se disolvió.

### Evanescence (1997-1999)
A comienzos de 1997 se incorpora a la banda Evanescence, en calidad de baterista, recorriendo una gira con ellos durante los dos semestres del año, hasta grabar en 1998 el Evanescence EP, y en 1999 Sound Asleep, pero a finales de ese año se va de la banda por diferencias.

### We That This The Other (2001-presente)
En 2001 forma We That This The Other junto a Marian Marine, Dale Dooly, y Favianne Polerine. Ya llevan editados 7 discos, entre los cuales se destacan We That This The Other, Chocolate, Test Tubes, Trash Can, DrinkinginaplacecalledWeThatThisTheOther, Dropper Other y Dropper Other II.
- Datos: Q30454435